# Boom Boom Pow
"Boom Boom Pow" là một bài hát của nhóm nhạc Mỹ The Black Eyed Peas nằm trong album phòng thu thứ năm của họ, The E.N.D. (2009). Nó được phát hành vào ngày 31 tháng 3 năm 2009 như là đĩa đơn đầu tiên trích từ album bởi Interscope Records. Bài hát được viết lời bởi tất cả các thành viên của nhóm (will.i.am, apl.de.ap, Taboo và Fergie), trong khi phần sản xuất được đảm nhiệm bởi will.i.am. "Boom Boom Pow" đánh dấu bước chuyển đổi rõ rệt trong phong cách âm nhạc của họ so với những âm thanh pop-rap và hip hop từ album phòng thu trước, Monkey Business (2005), trong đó bài hát mang nhiều âm hưởng của electro bên cạnh việc sử dụng triệt để kĩ thuật phòng thu Auto-Tune, một phong cách sẽ được nhóm theo đuổi xuyên suốt The E.N.D. cũng như album phòng thu tiếp theo, The Beginning (2010). Một phiên bản phối lại chính thức của nó cũng được phát hành với tên gọi "Let The Beat Rock - Boys Noize Remix", được sản xuất bởi Boys Noize và có sự tham gia góp giọng của rapper người Mỹ 50 Cent, bên cạnh một số bản phối lại khác hợp tác với nhiều nghệ sĩ như Gucci Mane, Kid Cudi và Flo Rida.
Sau khi phát hành, "Boom Boom Pow" nhận được những phản ứng đa phần là tích cực từ các nhà phê bình âm nhạc, trong đó họ đánh giá cao giai điệu bắt tai, chất giọng của Fergie cũng như quá trình sản xuất của nó. Bài hát còn gặt hái nhiều giải thưởng và đề cử tại những lễ trao giải lớn, bao gồm đề cử giải Grammy cho Thu âm nhạc dance xuất sắc nhất tại lễ trao giải thường niên lần thứ 52. "Boom Boom Pow" cũng tiếp nhận những thành công vượt trội về mặt thương mại, đứng đầu các bảng xếp hạng ở Úc, Bỉ, Canada và Vương quốc Anh, và lọt vào top 10 ở hầu hết những quốc gia nó xuất hiện, bao gồm vươn đến top 5 ở Áo, Đan Mạch, Phần Lan, Pháp, Đức, Ireland, New Zealand và Thụy Sĩ. Tại Hoa Kỳ, nó đạt vị trí số một trên bảng xếp hạng Billboard Hot 100 và trụ vững ở vị trí này trong 12 tuần liên tiếp, trở thành đĩa đơn quán quân đầu tiên của nhóm tại đây, và chỉ bị thay thế sau đó bởi đĩa đơn tiếp theo của họ, "I Gotta Feeling". Tính đến nay, bài hát đã bán được hơn 8.5 triệu bản trên toàn cầu, trở thành một trong những đĩa đơn bán chạy nhất mọi thời đại.
Video ca nhạc cho "Boom Boom Pow" được đạo diễn bởi Mathew Cullen và Mark Kudsi với chủ đề liên quan đến tương lai, trong đó The Black Eyed Peas hóa thân thành những con người của năm 3008 với sự hỗ trợ của nhiều máy móc và thiết bị hiện đại. Nó đã nhận được nhiều lượt yêu cầu phát sóng liên tục trên những kênh truyền hình âm nhạc như MTV, VH1 và BET, và chiến thắng một giải Grammy cho Video hình thái ngắn xuất sắc nhất tại lễ trao giải thường niên lần thứ 52. Để quảng bá bài hát, nhóm đã trình diễn nó trên nhiều chương trình truyền hình và lễ trao giải lớn, bao gồm American Idol, The Ellen DeGeneres Show, Jimmy Kimmel Live!, Saturday Night Live, Today, Late Show with David Letterman, Show thời trang Victoria's Secret và giải thưởng Âm nhạc Mỹ năm 2009, cũng như trong tất cả những chuyến lưu diễn của họ. Kể từ khi phát hành, "Boom Boom Pow" đã được hát lại và sử dụng làm nhạc mẫu bởi nhiều nghệ sĩ khác nhau, như Usher, David Guetta, Akon, Flo Rida, Pitbull và LMFAO, cũng như xuất hiện trong nhiều tác phẩm điện ảnh và truyền hình, bao gồm G-Force, The Hills, Parks and Recreation và Ugly Betty.

## Danh sách bài hát
| - Đĩa CD tại Úc và Đức 1. "Boom Boom Pow" (radio chỉnh sửa) – 3:38 2. "Boom Boom Pow" (bản album) – 4:13 - Đĩa CD tại Pháp và Anh quốc 1. "Boom Boom Pow" (radio edit) – 3:38 2. "Boom Boom Wow" (DJ will.i.am) – 4:12 - Đĩa CD maxi tại Đức 1. "Boom Boom Pow" (radio chỉnh sửa) – 3:38 2. "Boom Boom Pow" (bản album) – 4:13 3. "Boom Boom Pow" (không lời) – 4:12 4. "Boom Boom Wow" (DJ will.i.am) – 4:12 | - Tải kĩ thuật số 1. "Boom Boom Pow" – 4:12 - Tải kĩ thuật số (EP) 1. "Boom Boom Pow" (radio chỉnh sửa) – 3:38 2. "Boom Boom Pow" (bản album) – 4:11 3. "Boom Boom Pow" (không lời) – 4:12 - Tải kĩ thuật số (Invasion of Boom Boom Pow – Megamix EP) 1. "Let the Beat Rock" (Boys Noize Megamix hợp tác với 50 Cent) – 3:30 2. "Let the Beat Rock" (Boys Noize Megamix hợp tác với Gucci Mane) – 3:09 3. "Boom Boom Style" (Zuper Blahq Megamix hợp tác với Kid Cudi) – 3:37 4. "Boom Boom Guetta" (David Guetta's Electro Hop Remix) – 4:02 5. "Boom Boom Wow" (D.J. will.i.am Megamix) – 4:12 6. "Boom Boom Boom" (DJ Ammo/Poet Named Life Megamix) – 5:48 |

## Xếp hạng
| Bảng xếp hạng (2009)                     | Vị trí cao nhất |
| ---------------------------------------- | --------------- |
| Úc (ARIA)                                | 1               |
| Áo (Ö3 Austria Top 40)                   | 3               |
| Bỉ (Ultratop 50 Flanders)                | 1               |
| Bỉ (Ultratop 50 Wallonia)                | 1               |
| Canada (Canadian Hot 100)                | 1               |
| Cộng hòa Séc (Rádio Top 100)             | 7               |
| Đan Mạch (Tracklisten)                   | 5               |
| Châu Âu (European Hot 100 Singles)       | 1               |
| Phần Lan (Suomen virallinen lista)       | 5               |
| Pháp (SNEP)                              | 4               |
| Đức (GfK)                                | 3               |
| Ireland (IRMA)                           | 3               |
| Israel (Media Forest)                    | 1               |
| Ý (FIMI)                                 | 11              |
| Hà Lan (Dutch Top 40)                    | 10              |
| Hà Lan (Single Top 100)                  | 4               |
| New Zealand (Recorded Music NZ)          | 2               |
| Na Uy (VG-lista)                         | 7               |
| Scotland (OCC)                           | 3               |
| Tây Ban Nha (PROMUSICAE)                 | 12              |
| Thụy Điển (Sverigetopplistan)            | 10              |
| Thụy Sĩ (Schweizer Hitparade)            | 4               |
| Anh Quốc (OCC)                           | 1               |
| Anh Quốc Dance (OCC)                     | 1               |
| Anh Quốc R&B (OCC)                       | 1               |
| Hoa Kỳ Billboard Hot 100                 | 1               |
| Hoa Kỳ Adult Pop Airplay (Billboard)     | 21              |
| Hoa Kỳ Dance Club Songs (Billboard)      | 2               |
| Hoa Kỳ Hot R&B/Hip-Hop Songs (Billboard) | 51              |
| Hoa Kỳ Hot Rap Songs (Billboard)         | 1               |
| Hoa Kỳ Pop Airplay (Billboard)           | 1               |
| Hoa Kỳ Rhythmic (Billboard)              | 1               |

| Bảng xếp hạng (2009)                 | Vị trí |
| ------------------------------------ | ------ |
| Australia (ARIA)                     | 4      |
| Australia Urban (ARIA)               | 1      |
| Austria (Ö3 Austria Top 75)          | 20     |
| Belgium (Ultratop 50 Flanders)       | 5      |
| Belgium (Ultratop 40 Wallonia)       | 8      |
| Canada (Canadian Hot 100)            | 4      |
| Denmark (Tracklisten)                | 27     |
| Europe (European Hot 100 Singles)    | 15     |
| France (SNEP)                        | 17     |
| Germany (Official German Charts)     | 26     |
| Hungary (Rádiós Top 40)              | 122    |
| Ireland (IRMA)                       | 14     |
| Italy (FIMI)                         | 55     |
| Netherlands (Dutch Top 40)           | 39     |
| Netherlands (Single Top 100)         | 11     |
| New Zealand (Recorded Music NZ)      | 5      |
| Sweden (Sverigetopplistan)           | 21     |
| Switzerland (Schweizer Hitparade)    | 17     |
| UK Singles (Official Charts Company) | 6      |
| US Billboard Hot 100                 | 1      |
| US Hot Dance Club Songs (Billboard)  | 43     |
| US Pop Songs (Billboard)             | 6      |
| US Rap Songs (Billboard)             | 11     |
| US Rhythmic (Billboard)              | 5      |

| Bảng xếp hạng (2000-09)              | Vị trí |
| ------------------------------------ | ------ |
| Australia (ARIA)                     | 14     |
| UK Singles (Official Charts Company) | 47     |
| US Billboard Hot 100                 | 7      |
| US Pop Songs (Billboard)             | 30     |

| Bảng xếp hạng            | Vị trí |
| ------------------------ | ------ |
| US Billboard Hot 100     | 53     |
| US Pop Songs (Billboard) | 82     |

### Thành công trên các bảng xếp hạng
}}

## Chứng nhận
| Quốc gia                                                                           | Chứng nhận  | Số đơn vị/doanh số chứng nhận |
| ---------------------------------------------------------------------------------- | ----------- | ----------------------------- |
| Úc (ARIA)                                                                          | 4× Bạch kim | 280.000^                      |
| Bỉ (BEA)                                                                           | Bạch kim    | 0*                            |
| Canada (Music Canada)                                                              | 8× Bạch kim | 0*                            |
| Đan Mạch (IFPI Đan Mạch)                                                           | Vàng        | 15.000^                       |
| Đức (BVMI)                                                                         | Vàng        | 250.000^                      |
| Nhật Bản (RIAJ)                                                                    | Vàng        | 100.000                       |
| New Zealand (RMNZ)                                                                 | Bạch kim    | 15.000*                       |
| Tây Ban Nha (PROMUSICAE)                                                           | Vàng        | 20.000*                       |
| Thụy Điển (GLF)                                                                    | Vàng        | 10.000‡                       |
| Thụy Sĩ (IFPI)                                                                     | Bạch kim    | 30.000^                       |
| Anh Quốc (BPI)                                                                     | Bạch kim    | 727,325                       |
| Hoa Kỳ (RIAA)                                                                      | 5× Bạch kim | 6,900,000                     |
| * Chứng nhận dựa theo doanh số tiêu thụ. ^ Chứng nhận dựa theo doanh số nhập hàng. |             |                               |

## Lịch sử phát hành
| Khu vực        | Ngày                | Định dạng       | Nhãn       |
| -------------- | ------------------- | --------------- | ---------- |
| Hoa Kỳ         | 10 tháng 3 năm 2009 | Radio           | Interscope |
| Toàn cầu       | 30 tháng 3 năm 2009 | Tải kĩ thuật số | Interscope |
| Đức            | May 8, 2009         | CD              | Interscope |
| Úc             | 15 tháng 5 năm 2009 | CD              | Interscope |
| Vương quốc Anh | 25 tháng 5 năm 2009 | CD              | Interscope |
| Pháp           | 22 tháng 6 năm 2009 | CD              | Interscope |